# Nehbandan
Nehbandān, (farsi, خوسف) è il capoluogo dello shahrestān di Nehbandan, circoscrizione Centrale, nella provincia del Khorasan meridionale. Aveva, nel 2006, una popolazione di 15.998 abitanti.